# PCGF1
PCGF1‏ (Polycomb group ring finger 1) هوَ بروتين يُشَفر بواسطة جين PCGF1 في الإنسان.